# Gare de Shirahamanomiya
La gare de Shirahamanomiya (白浜の宮駅, Shirahamanomiya-eki) est une gare ferroviaire localisée dans la ville d'Himeji, dans la préfecture de Hyōgo au Japon. La gare est exploitée par la compagnie Sanyo Electric Railway, sur la ligne principale Sanyo Electric Railway. Le numéro de la gare est SY 38.

## Situation ferroviaire
Établie à 5 mètres d'altitude, la gare de Shirahamanomiya est située au point kilométrique (PK) 47.6 de la ligne principale Sanyo Electric Railway.

## Histoire
C'est le 19 août 1923 que la gare est inaugurée.
En 2013, la fréquentation journalière de la gare était de 3 044 personnes.
| 2010  | 2011  | 2012  | 2013  |
| 2 744 | 2 792 | 2 933 | 3 044 |

## Service des voyageurs

### Accueil
La gare est une halte sans service et sans personnel.

### Desserte
La gare de Shirahamanomiya est une gare disposant de deux quais et de deux voies.
| N° de voie | Ligne | Direction       |
| ---------- | ----- | --------------- |
| Côté nord  | Sanyō | Himeji - Aboshi |
| Côté sud   | Sanyō | Akashi - Osaka  |

Installations et desserte
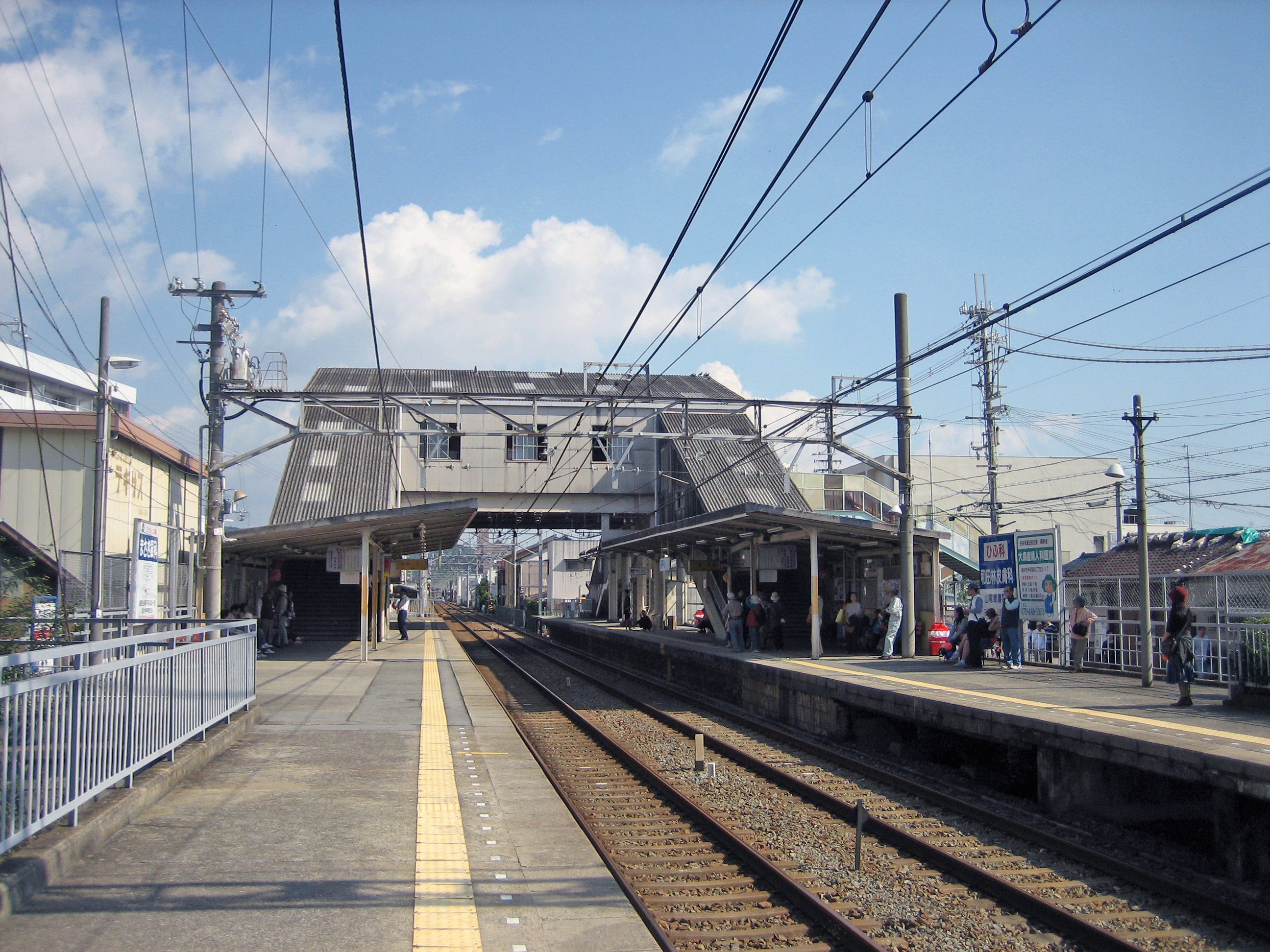
Voies et quais.
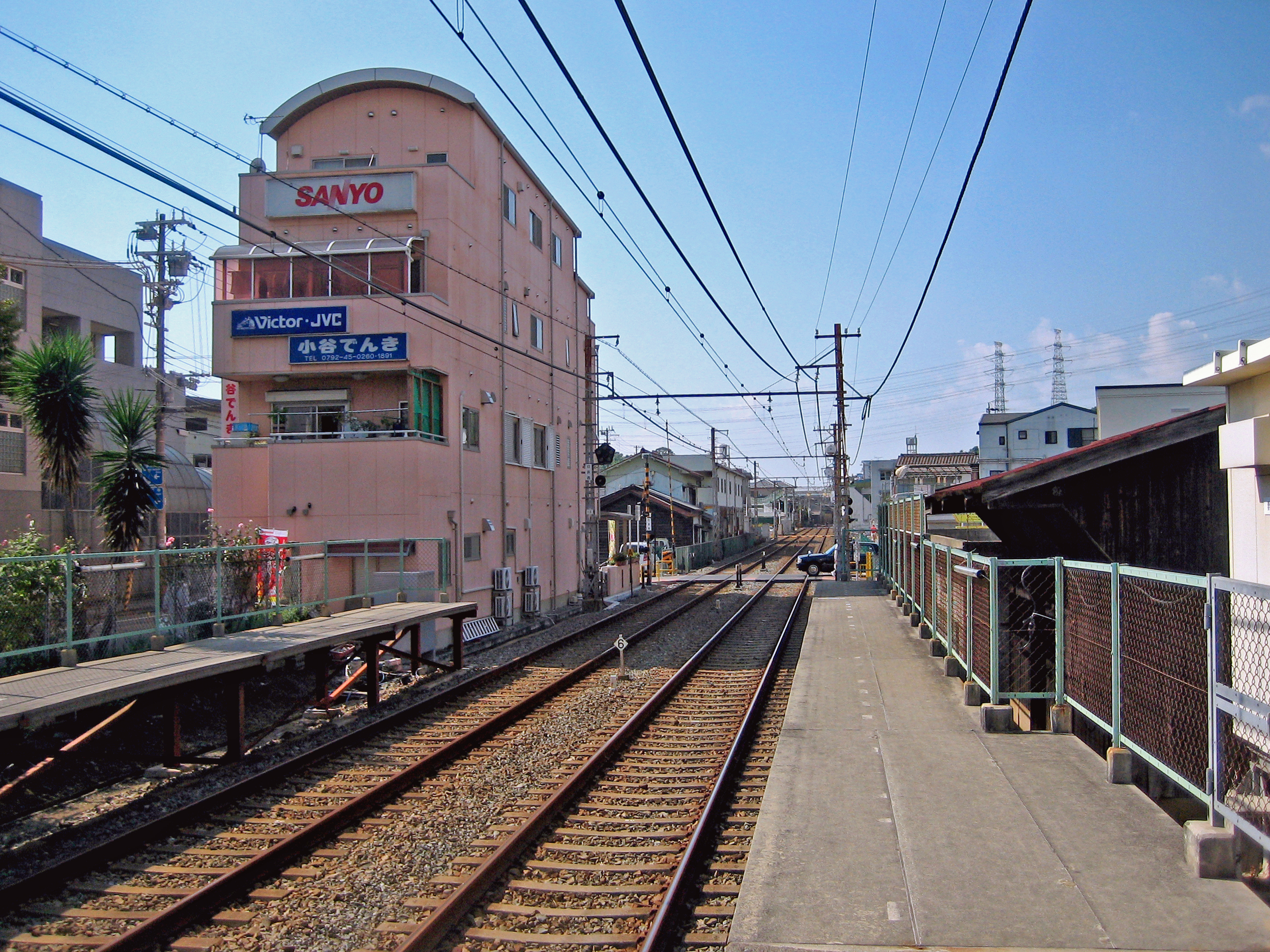
Voies et quais.
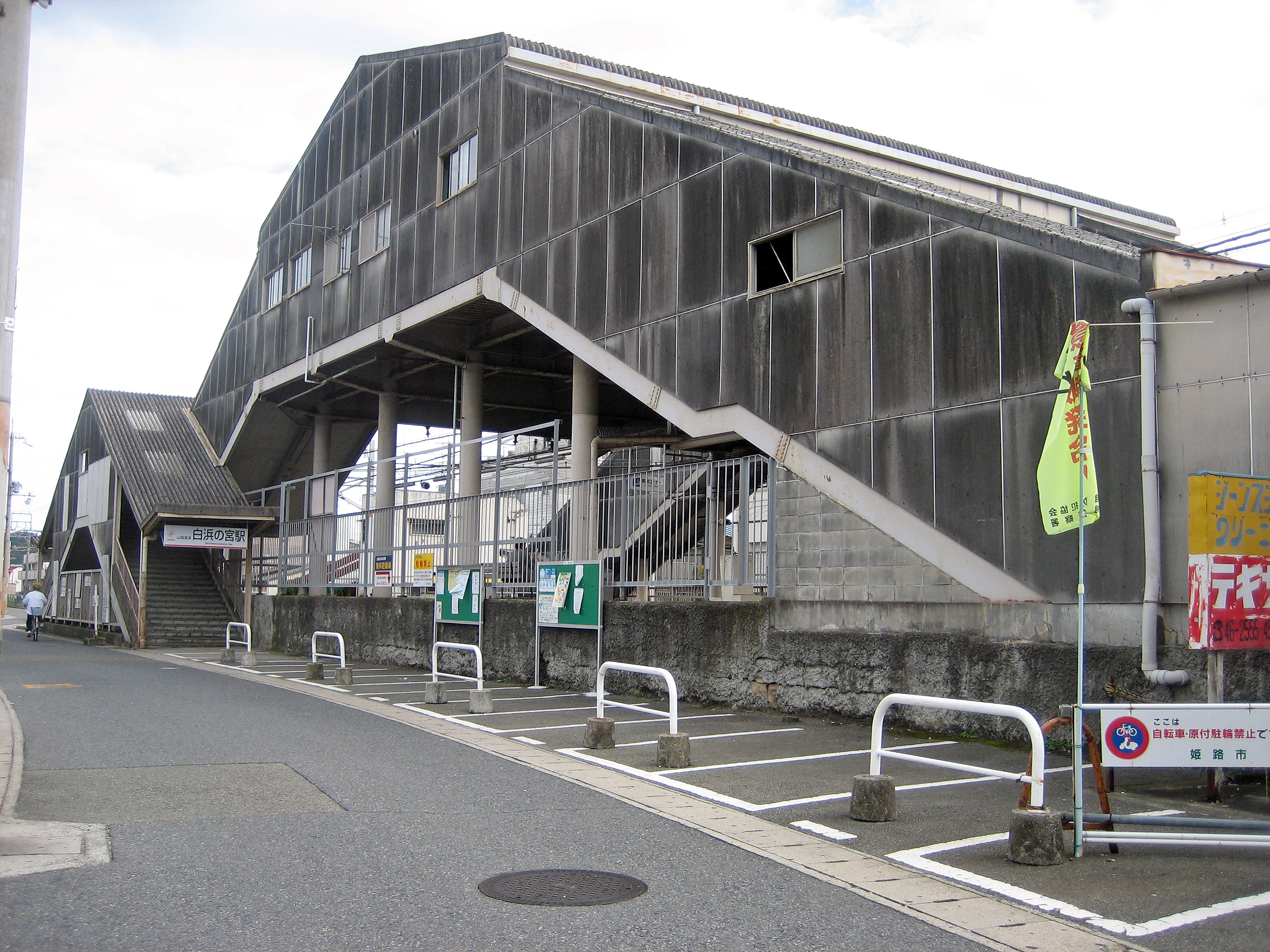
Entrée de la gare

### Site d’intérêt
- Le Mont Jinja